# Білі ночі (фільм, 1957)
«Білі ночі» (італ. Le notti bianche) — мелодрама італійського кінокласика Лукіно Вісконті, знята за мотивами однойменного «сентиментального роману» Федора Михайловича Достоєвського. Головні ролі у стрічці виконали Марчелло Мастроянні і Марія Шелл. Премія «Срібний лев» за найкращу режисуру Венеційського кінофестивалю 1957 року.

## Сюжет
Дія фільму перенесена до післявоєнної Італії. Самотній чоловік Маріо (Марчелло Мастроянні) щоночі зустрічається на вулицях Ліворно з дівчиною Наталією (Марія Шелл), яка чекає свого коханого (Жан Маре), що зник за рік до того, але обіцяв повернутися.

## У ролях
| Актор               | Роль               |
| ------------------- | ------------------ |
| Марія Шелл          | Наталія            |
| Марчелло Мастроянні | Маріо              |
| Жан Маре            | Тенант             |
| Марчелла Ровена     | хазяйка пансіонату |
| Марія Дзанолі       | служниця           |
| Клара Каламаї       | повія              |

## Нагороди і номінації

### Нагороди
- 1957 — Венеційський кінофестиваль
  - «Срібний лев» — Лукіно Вісконті
- 1958 — Премія Італійського національного синдикату кіножурналістів
  - Премія «Срібна стрічка» найкращому акторові — Марчелло Мастроянні
  - Найкраща робота художника — Маріо К'ярі, Маріо Гарбулья
  - Найкраща музика — Ніно Рота

### Номінації
- 1957 — Венеційський кінофестиваль
  - «Золотий лев» — Лукіно Вісконті